# Шкурова, Валентина Николаевна
Валенти́на Никола́евна Шкурова (8 [21] февраля 1902, Тоузаково, Пензенская губерния — 4 августа 1976) — советский хозяйственный деятель, Герой Социалистического Труда.

## Биография
Родилась в 1902 году в селе Тоузаково (ныне — в Лунинском районе Пензенской области). Член ВКП(б) с 1943 года.
С 1920 года — на хозяйственной, общественной и политической работе. В 1920—1957 годы — делопроизводитель, учительница в начальной школе в селе Верхнее Левино, счетовод, председатель семеноводческого колхоза «Доброволец» Лунинского района Пензенской области.
Указом Президиума Верховного Совета СССР от 27 июня 1950 года присвоено звание Героя Социалистического Труда с вручением ордена Ленина и золотой медали «Серп и Молот».
Избиралась депутатом Верховного Совета РСФСР 3-го и 4-го созывов.
Умерла в 1976 году.